# 揚尼克·斯托皮拉
揚尼克·斯托皮拉（法語：Yannick Stopyra，1961年1月9日—），是一名前法國職業足球員，司職前鋒。
在17年的職業生涯中，他曾效力法甲六支球隊（主要是索察和圖盧茲）在455場比賽中上陣，並射入130個入球。斯托皮拉代表法國在1986年世界盃出場。

## 球會生涯
斯托皮拉出生於奧布省特魯瓦，擁有波蘭血統。在他17個賽季中，有15個賽季是法甲的職業球員，代表索察、雷恩、圖盧茲、波爾多、康城 和梅斯。斯托皮拉在17歲時就在索察首次為正選隊上陣，幫助索察在1979-80年的國內錦標賽獲得第二名和隨後的聯盟盃打入準決賽。
斯托皮拉於1994年6月退休，當時年僅33歲，此前他在法乙米盧斯效力兩年。斯托皮拉後來回到波爾多，繼續在波爾多青年隊工作。 

## 國際賽生涯
1980年2月27日，斯托皮拉在與希臘的友誼賽中獲得為法國國家隊首次出場的機會，並在賽事中以5-1的比分獲勝。他出現在另外32場國際比賽中，並在8年內射入11球
。
斯托皮拉被領隊亨利·米歇爾選中參加1986年世界盃的比賽。他在所有比賽中都有上場，除了墨西哥的一場比賽，法國獲得第三名，小組賽對陣匈牙利（3-0）和 16強賽事對意大利（2-0）斯托皮拉都有入球。

### 國際賽入球
| #  | 日期           | 場館                              | 對手   | 比分 | 賽果 | 賽事                   | 參考來源 |
| -- | -------------- | --------------------------------- | ------ | ---- | ---- | ---------------------- | -------- |
| 1  | 1980年2月27日  | 法國巴黎王子公園體育場            | 希腊   | 5–1  | 5–1  | 熱身賽                 | [ 7 ]    |
| 2  | 1983年2月16日  | 葡萄牙基馬拉斯安豐索·亨利克斯球場 | 葡萄牙 | 1–0  | 3–0  | 熱身賽                 | [ 8 ]    |
| 3  | 1983年2月16日  | 葡萄牙基馬拉斯安豐索·亨利克斯球場 | 葡萄牙 | 3–0  | 3–0  | 熱身賽                 | [ 8 ]    |
| 4  | 1984年10月13日 | 盧森堡盧森堡市若西·巴特爾體育場   | 盧森堡 | 3–0  | 4–0  | 1986年世界盃外圍賽     | [ 9 ]    |
| 5  | 1984年10月13日 | 盧森堡盧森堡市若西·巴特爾體育場   | 盧森堡 | 4–0  | 4–0  | 1986年世界盃外圍賽     | [ 9 ]    |
| 6  | 1984年12月8日  | 法國巴黎王子公園體育場            | 东德   | 1–0  | 2–0  | 1986年世界盃外圍賽     | [ 10 ]   |
| 7  | 1986年6月9日   | 墨西哥萊昂萊昂體育場              | 匈牙利 | 1–0  | 3–0  | 1986年世界盃           | [ 11 ]   |
| 8  | 1986年6月17日  | 墨西哥墨西哥城大學奧林匹克體育場  | 義大利 | 2–0  | 2–0  | 1986年世界盃           | [ 12 ]   |
| 9  | 1987年4月29日  | 法國巴黎王子公園體育場            | 冰島   | 2–0  | 2–0  | 1988年歐洲國家盃外圍賽 | [ 13 ]   |
| 10 | 1988年1月27日  | 以色列拉馬特甘拉馬特甘體育場      | 以色列 | 1–0  | 1–1  | 熱身賽                 | [ 14 ]   |
| 11 | 1988年2月5日   | 摩納哥路易二世體育場              | 摩洛哥 | 2–1  | 2–1  | 熱身賽                 | [ 15 ]   |

## 個人生活
揚尼克·斯托皮拉的父親朱利安·斯托皮拉 (1933–2015) 也是一名前鋒。他曾為法國國家隊上陣一場。

## 榮譽
法國
- 世界盃季軍：1986[6]

## 外部連結
- Yannick Stopyra （页面存档备份，存于）於法國足球總會網頁
- Yannick Stopyra (Player) （页面存档备份，存于）於National-Football-Teams.com
- Yannick STOPYRA於FIFA比賽紀錄(備份)